# Синиша Станковић
Синиша Станковић (Зајечар, 26. март 1892 — Београд, 24. фебруар 1974) био је српски биолог, политичар, универзитетски професор и академик. Станковић је био оснивач Института за екологију и биогеографију САНУ и директор Биолошког института Србије.

## Биографија
Природне науке је студирао на универзитетима у Београду и Греноблу. Био је предавач неколико биолошких дисциплина на Универзитету у Београду, где је 1934. године изабран за редовног предавача.
Синиша Станковић је био члан САНУ и дописни члан Академије у Нансију и Масарикове академије у Прагу. Био је председник академског савета ФНРЈ.
За дописног члана САНУ изабран је 1934. године, а за редовног 1946. године. Био је члан Комисије за обнову универзитета од 1944. године.
Док је Србија била окупирана у Другом светском рату био је члан Главног народноослободилачког одбора. Велики део рата је провео у концентрационом логору на Бањици одакле је крајем рата побегао и илегално живео у окупираном Београду.
После ослобођења био је председник Народноослободилачког фронта Београда, АСНОС-а, а од 1944. до 1953. године био је председник Президијума Народне скупштине Србије.
У послератном периоду заступао је Југославију на међународним скуповима и радио на обнављању научне делатности.
Синиша Станковић је један од утемељивача еколошког правца у биологији.
Бавио се и проучавањем живих бића у језерима, али и у другим слатким водама, као и проблемима биогеографије.
Његови најзначајнији радови настали су на основу испитивања живота у Охридском језеру.
По њему је једна врста лажних шкорпија добила име, то је ретка врста која живи само у Србији (Neobisium stankovici). По њему је такође добио име Институт за биолошка истраживања „Синиша Станковић“.
Његов син је лекар Иван Станковић.

## Дела
Синиша Станковић је написао велики број научних радова и универзитетских уџбеника. Од крупнијих дела објавио је:
- „Животни простор“ — дело у коме критикује расизам и нацизам
- „Оквир живота“ — популарна екологија
- „Охридско језеро и његов живи свет“ — монографија